# 대한민국 민법 제779조
대한민국 민법 제779조는 가족의 범위에 대한 민법 친족법 조문이다. 2023년 5월 16일 개정되어 2024년 5월 17일에 시행되었다. 

## 조문
제779조(가족의 범위) ① 다음의 자는 가족으로 한다.
1. 배우자, 직계혈족 및 형제자매
2. 직계혈족의 배우자, 배우자의 직계혈족 및 배우자의 형제자매
② 제1항제2호의 경우에는 생계를 같이 하는 경우에 한한다.
[전문개정 2005.3.31]

## 비교 조문
제908조의3(친양자 입양의 효력) ①친양자는 부부의 혼인 중 출생자로 본다.
② 친양자의 입양 전의 친족관계는 제908조의2제1항의 청구에 의한 친양자 입양이 확정된 때에 종료한다. 다만, 부부의 일방이 그 배우자의 친생자를 단독으로 입양한 경우에 있어서의 배우자 및 그 친족과 친생자간의 친족관계는 그러하지 아니하다.

건강가정기본법 제3조(정의) 1. "가족"이라 함은 혼인·혈연·입양으로 이루어진 사회의 기본단위를 말한다.

독일민법전(BGB) 제1589조 친족관계 (1) 한 사람이 다른 사람의 자손인 경우 직계관계에 있다.

Bürgerliches Gesetzbuch (BGB) § 1589 Verwandtschaft
(1) Personen, deren eine von der anderen abstammt, sind in gerader Linie 

독일의 경우 민법에서 가족개념이나 범위를 규정하고 있지 않고 독일 민법 제1589조에서 친족관계(Verwandschaft)를 규정하고 있다

## 해설
본 조항은 이성애·혼인·혈연을 중심으로 한 ‘특정’ 형태만 가족으로 인정한다는 의미로 국가인권위원회로부터 “법률명이 ‘건강하지 않은 가정’이라는 반대 개념을 쉽게 추론시키고, 이를 통해 ‘건강하지 않은 가정’이라고 생각되는 가정에 대한 편견이나 차별을 발생시킬 수 있다고 판단된다며 개정 권고를 받았다. 생활공동체로서의 기능을 할 수 있는 다양한 형태의 '가족'의 출현에 맞추어 '민법' 제779조에 있는 가족의 범위를 새롭게 개정해야 할 때라는 주장도 있다.
시민들의 사회적 안전망 역할을 해야 하는 것이 정치의 역할임에도 불구하고, 가족이라는 이데올로기, 그리고 민법 제779조를 통해 가족에게 그 책임을 떠넘겼다는 비판도 있다. 비혼 동거, 노인 커플, 위탁 자녀 등을 법적 가족으로 인정하고, 이들에 대한 차별을 금지하려는 입법 움직임도 존재한다.

## 사례
- 장애인이 함께 상호부양하고 협력하며 살아가는 생활공동체는 본 법이 규정한 ‘가족’이 아니다[6].
- 공직자의 이해충돌 방지법에서 말하는 사적이해관계자에 포함하는 가족은 제779조에 따른 가족을 말한다.[7]

## 참고 문헌
- 가족관계의 유형 확장을 제의(提議)한다, 김교창, 가족관계의 유형 확장을 제의(提議)한다, 법률신문, 2019-12-16
- 혜민, “민법 779조, 이제 폐지합시다” 일다, 2021/12/23
- 오현수, 일본민법, 진원사, 2014. ISBN 978-89-6346-345-2
- 오세경, 대법전, 법전출판사, 2014 ISBN 978-89-262-1027-7
- 이준현, LOGOS 민법 조문판례집, 미래가치, 2015. ISBN 979-1-155-02086-9

## 같이 보기
- 생활동반자법
- 건강가정기본법
- 대한민국 민법 제974조 부양의무